# Рихтерова скала магнитуде потреса
Рихтерова скала магнитуде потреса, позната и као скала локалне магнитуде, {\displaystyle M_{L}}, користи се као мера количине ослобођене енергије у хипоцентру, приликом настанка земљотреса. То је логаритамска скала, одређена на основу рачунања логаритма хоризонталне амплитуде највећег помераја и нулте амплитуде, на хоризонталном торзионом сеизмометру типа Вуд-Андерсон. Тако, на пример, земљотрес магнитуде 5 степени Рихтерове скале има амплитуду помераја која је 10 пута већа од амплитуде потреса магнитуде 4 степена. Граница одређивања локалне магнитуде је око 6.8. 
Рихтерова скала је развијена 1930-их.
Иако се и даље користи, Рихтерова скала замењена је скалом магнитуде момента, која, у општем случају, даје исте вредности.